# Motim na Universidade do Mississippi em 1962
O Motim na Universidade do Mississippi em 1962 (30 de setembro a 1º de outubro de 1962), também conhecido como Batalha de Oxford,:149 foi um motim racial que ocorreu na Universidade do Mississippi - comumente chamada de Ole Miss - em Oxford, Mississippi, quando manifestantes segregacionistas tentaram impedir a matrícula do candidato afro-americano James Meredith. O presidente John F. Kennedy acabou reprimindo o motim mobilizando mais de 30.000 soldados, o maior número para um único tumulto na história dos Estados Unidos.
Com a decisão da Suprema Corte de 1954 no caso Brown v. Board of Education, Meredith tentou ingressar na Ole Miss, candidatando-se em 1961. Quando informou à universidade que era afro-americano, sua admissão foi adiada e obstruída, primeiro pelos funcionários da escola e depois pelo governador do Mississippi, Ross Barnett [en]. Em uma tentativa de impedir sua matrícula, Barnett mandou prender Meredith temporariamente. Várias tentativas de Meredith, acompanhado por funcionários federais, de se matricular foram fisicamente bloqueadas. Na esperança de evitar a violência e garantir a matrícula de Meredith, o Presidente Kennedy e o Procurador Geral Robert F. Kennedy mantiveram uma série de negociações telefônicas improdutivas com Barnett.
Em preparação para outra tentativa de registro, as forças policiais federais foram enviadas para acompanhar Meredith e manter a ordem, mas um tumulto eclodiu no campus. Em parte incitada pelo supremacista branco e ex-general Edwin Walker [en], a multidão agrediu repórteres e policiais federais, queimou e saqueou propriedades e sequestrou veículos. Repórteres, delegados federais dos EUA e o procurador-geral adjunto dos EUA, Nicholas Katzenbach [en], abrigaram-se no Lyceum, o prédio administrativo da universidade, no final da manhã de 1º de outubro. Cento e sessenta agentes foram feridos, incluindo 28 agentes que receberam ferimentos a bala enquanto defendiam o Lyceum de uma multidão que atacava usando granadas de fumaça, gás lacrimogêneo e baionetas. Dois civis foram mortos durante o tumulto, Paul Guihard, um jornalista francês, e Ray Gunter, um consertador de jukeboxes. Sem saber do tumulto, o Presidente Kennedy fez um discurso no Salão Oval, saudando a ajuda do Mississippi no registro de Meredith. Assim que foi informado, Kennedy invocou a Lei de Insurreição de 1807 e fez com que unidades do Exército dos EUA, sob o comando do general de brigada Charles Billingslea, reprimissem o tumulto.
O motim e a repressão federal foram um importante marco no movimento pelos direitos civis e resultaram na dessegregação da Ole Miss - a primeira integração de qualquer estabelecimento de ensino público no Mississippi. Na última vez em que tropas foram mobilizadas durante o movimento pelos direitos civis, esse fato é considerado o fim da tática segregacionista de resistência maciça. Uma estátua de James Meredith agora comemora o evento no campus, e o local do motim foi designado como um Marco Histórico Nacional.

## Início

### As tentativas de Meredith de se matricular
O Sul está armado para a revolta. Esses brancos aceitarão outra guerra civil sabendo que perderão.

— Natural de Oxford e ganhador do Prêmio Nobel William Faulkner, 1956:197
Em 1954, a Suprema Corte dos EUA decidiu, no caso Brown v. Board of Education, que a segregação nas escolas públicas era inconstitucional.:61-62 Oito anos após a decisão Brown, todos os distritos escolares do Mississippi continuavam segregados, e todas as tentativas de candidatos afro-americanos para integrar a Universidade do Mississippi - mais conhecida como Ole Miss - fracassaram.:60:114 Em contrapartida, a maioria dos outros estados do Sul já havia cedido e integrado suas instituições de ensino superior, sendo que a Universidade do Arkansas o fez em 1948.:270 Pouco depois da posse do Presidente John F. Kennedy em 1961 (que prometeu avanços nos direitos civis), James Meredith se inscreveu na Ole Miss.:112 Meredith, um afro-americano que havia servido na Força Aérea e concluído o curso na Jackson State University, escolheu a Ole Miss por ser um símbolo de “prestígio e poder brancos”, frequentada pelos filhos da elite do estado.:112 Meredith não informou à universidade sobre sua raça até a metade do processo de inscrição. As autoridades estaduais então obstruíram e atrasaram sua inscrição por 20 meses.:113
Em resposta, Meredith processou a universidade no final de 1961. Após meses de obstrução por Benjamin Franklin Cameron, do Tribunal de Apelações do Quinto Circuito, Meredith recorreu à Suprema Corte dos EUA. Em 10 de setembro de 1962, o juiz Hugo Black proferiu a decisão do tribunal: Meredith deveria ser aceito para o semestre do outono.:60 O governador segregacionista do Mississippi, Ross Barnett,:276 ele próprio formado pela Ole Miss,:112 fez com que o Legislativo do Mississippi aprovasse uma lei que impedia a matrícula na universidade de qualquer pessoa acusada de “torpeza moral” em um tribunal estadual ou federal. Barnett então fez com que Meredith fosse acusado e preso por escrever acidentalmente “1960” em vez de “1961” ao se registrar para votar; o Quinto Circuito ordenou rapidamente a libertação de Meredith.:276
Sob as ordens do irmão do presidente - o Procurador Geral dos EUA Robert F. Kennedy - o Departamento de Justiça (DOJ) entrou no caso em nome de Meredith. Enfrentando acusações de desacato e prisão, o conselho da universidade aprovou uma resolução nomeando o governador Barnett como regente temporário da faculdade, tornando-o responsável pela admissão de Meredith.:276 Meredith então viajou para o campus da Ole Miss em Oxford para se matricular; ele foi bloqueado por Barnett, que leu e apresentou uma proclamação sobre os direitos dos estados. Em uma segunda tentativa, Meredith, acompanhado pelo chefe da divisão de direitos civis do DOJ, John Doar, e pelo chefe do U.S. Marshal, James McShane, tentou se registrar no Woolfolk State Office Building, em Jackson. Ele foi novamente bloqueado fisicamente por Barnett, que proferiu a piada ensaiada: “Qual deles é Meredith?".:287 Outra tentativa de registro em Ole Miss foi impedida pelo vice-governador Paul B. Johnson Jr. e por filas de policiais estaduais.:282:288

### O diálogo dos Kennedy e a escalada das tensões

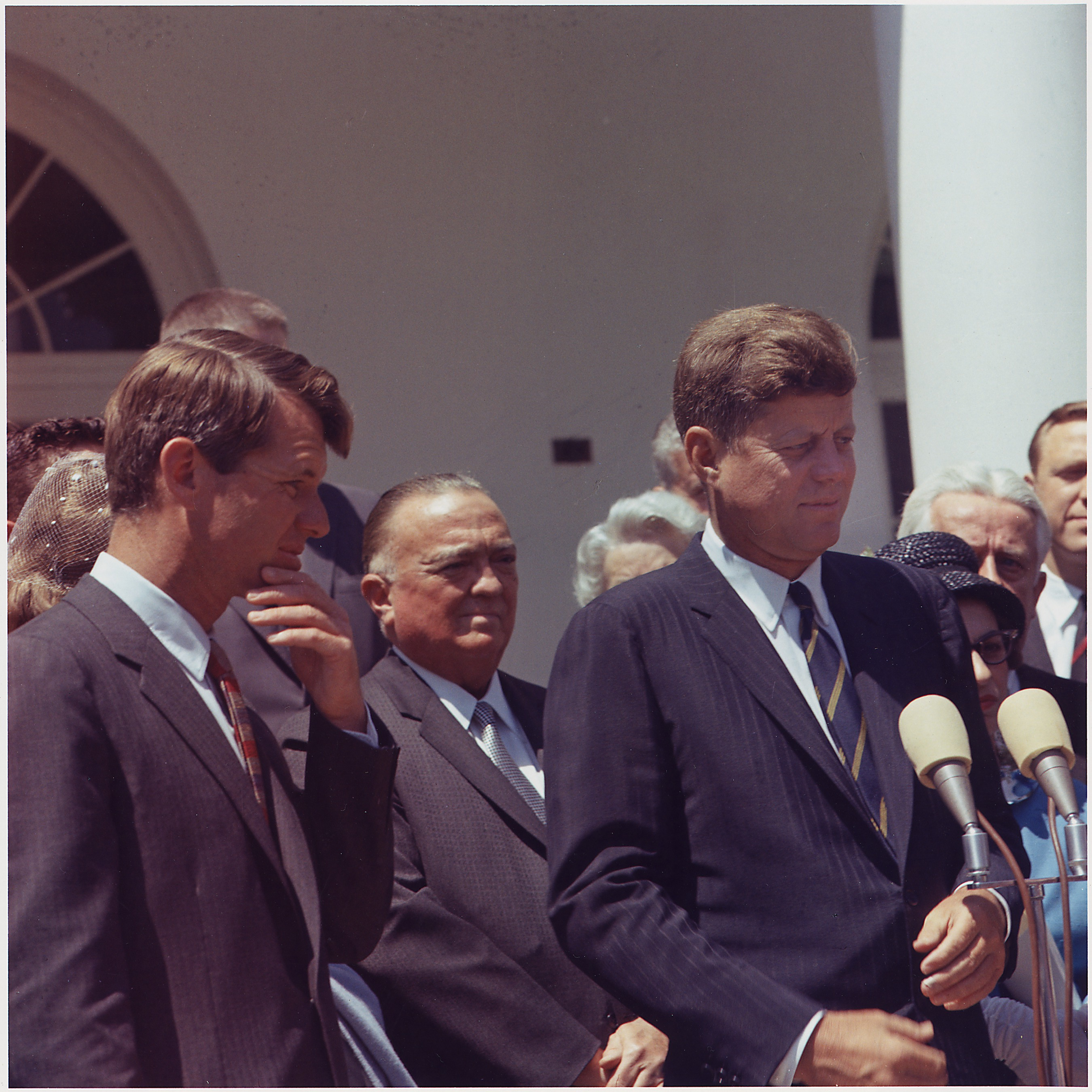
O procurador-geral Robert F. Kennedy (à esquerda) e o presidente John F. Kennedy tentaram negociar com o governador do Mississippi Ross Barnett (gravação em inglês abaixo). semmoldura

Os irmãos Kennedy esperavam resolver a disputa pacificamente e evitar o envio de tropas federais. Eles tinham receio de provocar outra  Crise de Little Rock (1957), na qual o Presidente Dwight D. Eisenhower enviou 1.000 soldados da 101ª Divisão Aerotransportada.:60-61:180 A grande preocupação dos Kennedy era que uma “mini-guerra civil” entre as tropas federais e os manifestantes armados pudesse eclodir.:317-320 Seguindo o precedente de sua arbitragem com o governador do Alabama, John Patterson, durante as Viagens da Liberdade, Robert Kennedy manteve extensas conversas telefônicas com Barnett na esperança de resolver a questão.:282-283
Em 27 de setembro, o governador se ofereceu para matricular Meredith se os delegados federais fizessem uma demonstração de ameaça a ele sob a mira de uma arma, permitindo assim que ele mantivesse sua reputação enquanto resolvia a questão. Kennedy rejeitou a sugestão.:121:63 Além da matrícula de Meredith, Kennedy insistiu que Barnett se comprometesse a manter a lei e a ordem.:288 O Presidente Kennedy teve amplas discussões com sua equipe e com o Governador Barnett sobre a proteção de Meredith. Embora Barnett alternasse entre a arrogância e o apaziguamento ao telefone com os Kennedy, ao público ele prometeu manter a segregação na universidade.:317-320 A Casa Branca fez ameaças públicas de usar forças federais para impor a matrícula de Meredith; Barnett acreditava que isso não passava de um blefe.:62
Em 28 de setembro, o Quinto Circuito considerou que Barnett estava desrespeitando o tribunal e ameaçou prendê-lo e multá-lo em US$ 10.000 por dia (US$ 104.237 em 2024) se Meredith não fosse matriculado até 2 de outubro.:288:283 Durante o intervalo de um jogo de futebol americano da Ole Miss em 29 de setembro, Barnett fez um discurso desafiador de 15 palavras: "Eu amo o Mississippi! Amo seu povo! Nossos costumes! Amo e respeito nossa herança!".:121:289 O Presidente Kennedy federalizou a Guarda Nacional do Mississippi logo em seguida.:289 No dia seguinte, espalharam-se rumores de que os agentes federais de Kennedy estavam se preparando para prender Barnett na Mansão do Governador em Jackson. Os Conselhos de Cidadãos Supremacistas Brancos organizaram uma “parede de carne humana” - mais de 2.000 pessoas - para cercar a mansão e proteger Barnett, mas a suposta prisão federal nunca se concretizou.:289 Antecipando a violência em Ole Miss, 182 jornalistas se aglomeraram em Oxford para testemunhar a próxima tentativa de inscrição de Meredith. Os fotojornalistas viram o potencial visual da situação de Meredith: “um homem solitário contra milhares”.:279 A revista Time escreveu que a disputa era “o mais grave conflito entre as autoridades federais e estaduais desde a Guerra de Secessão”.:197

## Eventos

### Chegada de Meredith

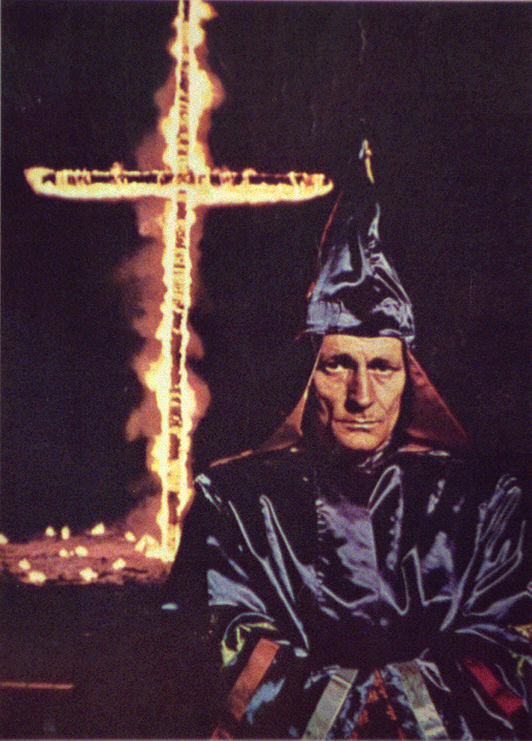
Muitos membros do Klans de fora do estado, incluindo os tenentes do Mago Imperial Robert Shelton (foto), estavam entre a multidão

Na noite de domingo, 30 de setembro, Meredith e dezenas de agentes federais chegaram ao campus com planos de se registrar no dia seguinte.:120 Pouco antes das 19 horas, ele foi escoltado por 24 agentes federais até seu dormitório vigiado, o Baxter Hall.:120:122:290 Viajando em DC-3s militares de Memphis, Tennessee, 538 agentes federais de aplicação da lei chegaram ao campus. Embora muitas vezes descritos apenas como delegados, o grupo também continha 316 patrulheiros de fronteira e 97 guardas penitenciários federais, todos com treinamento especial contra tumultos.:117-118 Kennedy - informado pela escolha de Eisenhower de enviar paraquedistas para Little Rock - optou por enviar agentes federais, pois era menos provável que eles incomodassem os moradores do Mississippi devido à sua aparência mais civil.:121 Eles transformaram o prédio da administração da universidade, o Lyceum, em seu quartel-general operacional, e a polícia local estabeleceu barreiras no campus para impedir a entrada de todos, exceto estudantes e professores.:290
No final da tarde, os alunos da Ole Miss começaram a se reunir em frente ao Lyceum. À medida que a noite avançava, mais pessoas de fora chegavam ao campus e a multidão se tornava mais barulhenta.:302 O Federal Bureau of Investigation (FBI) tinha informações de que os tenentes do Mago Imperial da Ku Klux Klan (KKK), Robert Shelton [en], bem como 19 Klansmen da Louisiana, estavam na universidade.:107 O ex-major-general democrata Edwin Walker também apareceu no campus para incentivar a multidão.:292 Anteriormente, Walker havia feito um apelo radiofônico para que 10.000 voluntários “se unissem à causa da liberdade” em Ole Miss.:102
À medida que a situação piorava, a patrulha rodoviária inicialmente conteve as multidões, mas foi retirada por influência do aliado de Barnett, o senador estadual George Yarbrough, a partir das 19h25:662:71 Yarbrough disse ao chefe Marshal McShane: “Vocês ocuparam esta universidade e agora podem ficar com ela”.:120 Ao abandonar os oficiais federais, as polícias local e estadual desmontaram suas barreiras, permitindo que um grande número de agitadores de outros estados entrassem no campus.:291 Alguns patrulheiros até incentivaram os manifestantes a avançar e atacar os delegados.:122 Os Kennedy instruíram os delegados a não atirar em nenhuma circunstância - mesmo que fossem dominados pela multidão - exceto se a vida de Meredith estivesse em perigo iminente.:162

## Violência no campus
À medida que a multidão aumentava para 2.500 pessoas, tornava-se cada vez mais violenta e cercava os delegados e patrulheiros de fronteira que estavam cercando o Lyceum.:47 Os manifestantes começaram a agredir os repórteres e a atirar coquetéis molotov e garrafas de ácido nos delegados.:291-292 Os repórteres e os delegados feridos - bem como o procurador-geral adjunto dos EUA, Nicholas Katzenbach - abrigaram-se no Lyceum.:292:150 Às 19h50, o Delegado Chefe McShane ordenou que seus oficiais federais disparassem gás lacrimogêneo.:293 Alguns dos cilindros de gás lacrimogêneo disparados atingiram membros da multidão: um atingiu uma garota no rosto e outro deixou inconsciente um patrulheiro estadual que ainda estava vivo.:150-152 As tentativas de um jogador de futebol americano da Ole Miss e de um reitor episcopal de argumentar com a multidão e interromper a violência fracassaram.:295 Minutos após o disparo do gás lacrimogêneo,:121 Kennedy falou em um discurso no Salão Oval para a nação sobre a admissão de Meredith e agradeceu ao Mississippi por suas contribuições “para o progresso de nosso desenvolvimento democrático”. Ele não estava ciente do tumulto: seus assessores não puderam informá-lo antes de entrar no ar.:46-47
Às 23h, o governador Barnett fez um pronunciamento pelo rádio; muitos acreditavam que ele tentaria diminuir a violência. No entanto, Barnett apenas incentivou ainda mais o tumulto, declarando: “Nunca nos renderemos!”:395 Os manifestantes tentaram duas vezes dirigir uma escavadeira roubada contra os delegados, e todos os postes de iluminação pública foram alvejados ou esmagados com pedras, limitando a visibilidade. Um carro foi virado com um repórter ainda dentro.:291-292 A multidão queimou cinco carros e uma unidade móvel de televisão. Laboratórios foram invadidos e saqueados por manifestantes que esperavam encontrar mais materiais para coquetéis molotov e garrafas de ácido.:294-295 Em determinado momento, um manifestante tomou um carro de bombeiros e tentou atropelar os delegados várias vezes. Desobedecendo às ordens dos Kennedys, pelo menos cinco delegados dispararam pelo menos 14 tiros contra o carro, inutilizando-o.:213-214
Sob a escuridão, os manifestantes dispararam contra policiais e repórteres. Um jornalista da Associated Press foi atingido nas costas com balas de chumbo, mas recusou atendimento médico, continuando a fazer reportagens pelo telefone do Lyceum.:296 À 1h da manhã, o repórter Karl Fleming quase foi morto por um atirador de elite; três tiros atingiram a parede do Lyceum perto de sua cabeça.:296 O delegado Graham, da polícia federal, quase morreu após um tiro no pescoço, e outros 26 delegados foram feridos por tiros.:105 Por fim, metade dos delegados ficou ferida.:124 Um único médico do local, o Dr. L. G. Hopkins, cuidou dos ferimentos no Lyceum durante a noite.:207–208, 280 Barnett concordou com uma solicitação do Presidente Kennedy para que a polícia estadual retornasse ao campus, o que nunca aconteceu.:295 No entanto, o Tenente Governador Johnson interveio para impedir que os soldados estaduais dispensados participassem do ataque. Isso impediu o que provavelmente teria sido um massacre brutal, e o próprio Johnson declarou mais tarde que, se ele não tivesse impedido que os soldados cercassem o campus, “não teria restado um marechal de pé”.:222-223:126

### Resposta militar
O Presidente Kennedy inicialmente considerou a possibilidade de usar um helicóptero para retirar Meredith do campus. No entanto, não estava claro se a aterrissagem seria possível devido à multidão e aos destroços, e Kennedy estava preocupado com a possibilidade de Meredith ser assassinada antes que ele pudesse chegar ao helicóptero.:194 Por volta das 22h, sem outra opção, o Presidente Kennedy invocou a Lei da Insurreição de 1807 e ordenou que o Exército dos EUA reprimisse o tumulto, começando com o batalhão anti-motim dedicado da 503ª Polícia Militar (PM).:197
Apesar de Kennedy ter federalizado a Guarda Nacional do Mississippi dois dias antes, apenas os 67 guardas da Tropa E estavam imediatamente disponíveis em Oxford. Liderada pelo capitão Murry Falkner - sobrinho do escritor ganhador do Prêmio Nobel e natural de Oxford, William Faulkner - a Tropa E dirigiu-se para Ole Miss, embora sem nenhuma munição (uma ordem direta do procurador-geral adjunto Katzenbach para evitar a morte de civis).:123-124 Os caminhões e jipes dos guardas foram imediatamente atacados com projéteis - uma laje de concreto arremessada quebrou o braço de Falkner - mas continuaram até o Lyceum, onde reforçaram os delegados.:124 Logo depois, chegaram mais 165 guardas da Tropa E.:126 Falkner declarou mais tarde que, se a guarda nacional tivesse chegado mais tarde, os manifestantes teriam invadido o Lyceum e matado todos os delegados.:310–311

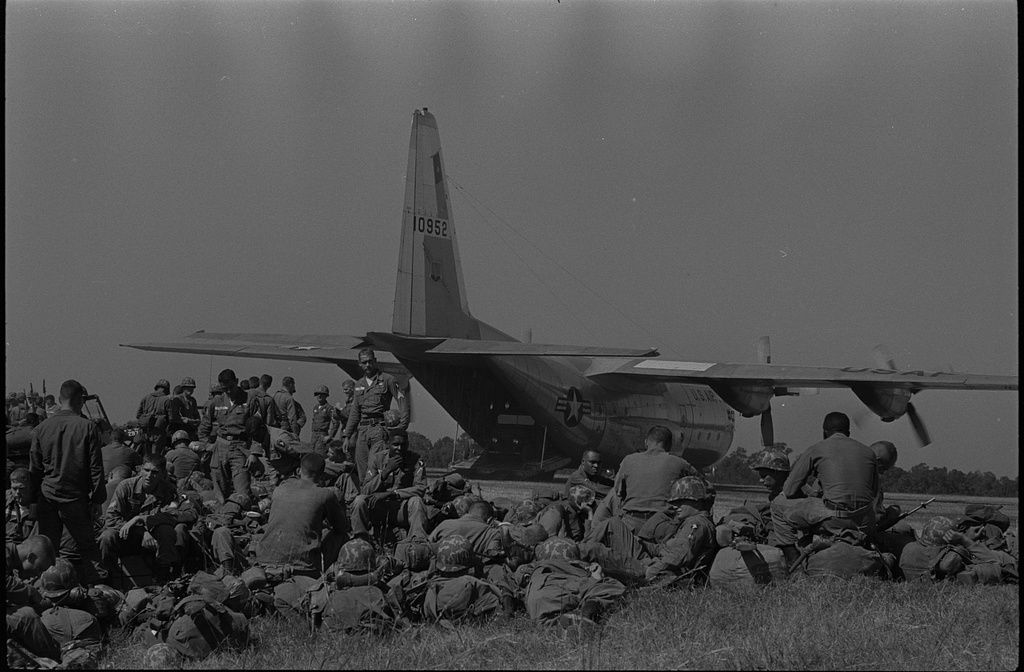
Mais tarde, apoios como a 101ª Divisão Aerotransportada chegaram em um C-130 Hercules (foto de 8 de outubro).

O Pentágono encarregou o general de brigada Charles Billingslea de organizar a “invasão” do norte do Mississippi e ordenou que ele enviasse todo o 108º Regimento de Cavalaria para Oxford. No entanto, o Secretário do Exército Cyrus Vance ordenou que Billingslea simplesmente transferisse as unidades da polícia militar para lá. Para complicar ainda mais a situação, o presidente Kennedy instruiu Billingslea a voar diretamente para Oxford, examinar a situação e, em seguida, determinar o número necessário de tropas. Em seguida, Vance voltou atrás, instruindo Billingslea a deslocar todo o regimento para Oxford.:229 Diante de ordens conflitantes, Billingslea dividiu a “Força-Tarefa Alfa” da PM em duas e enviou um grupo do 503º batalhão da PM diretamente de Memphis para Ole Miss, via helicóptero. O restante viajaria em comboios terrestres mais lentos.:229-230 Após descobrir que era impossível aterrissar no campus, eles desviaram e aterrissaram no aeroporto de Oxford. Isso marcou a primeira vez que as tropas de combate americanas estiveram em estado ativo no Mississippi desde que as forças da União se retiraram em 1877.:230
Pouco depois das 2h da manhã, tropas do Exército dos EUA - o primeiro destacamento da 503ª PM - chegaram a Ole Miss.:126 Ao longo da manhã, mais esquadrões chegaram ao campus, incluindo o 716º Batalhão da Polícia Militar e o 108º Regimento de Cavalaria Blindado.:369 Esse número acabou chegando a 13.000.:397 Eles protegeram o campus e forçaram os desordeiros a sair de Ole Miss. No entanto, eles simplesmente continuaram a se amotinar no centro da cidade de Oxford (conhecido como a “Praça”). Após um apelo do prefeito, o último tumulto foi finalmente contido no final da manhã de 1º de outubro.:370 Nesse momento, o exército evacuou os feridos do Lyceum e começou a prender os desordeiros. Dos 300 presos, apenas um terço eram estudantes da Ole Miss.:297 Walker estava entre os presos. Ele foi acusado de insurreição, embora as acusações tenham sido retiradas posteriormente.:309 Em 1º de outubro, os membros do 716º Batalhão invadiram a casa da fraternidade Sigma Nu - cujo presidente Trent Lott mais tarde se tornou o líder da maioria republicana no Senado dos EUA - e descobriram um grande depósito de armas.:281
As chegadas das tropas continuaram: soldados da 82ª Divisão Aerotransportada e da 101ª Divisão Aerotransportada chegaram a Oxford em aeronaves C-124 Globemaster. Uma unidade da 101ª Divisão Aerotransportada chegou em um comboio de Ft. Campbell, Ky. Ninhos de metralhadoras foram instalados ao longo das estradas,:278 e um posto de observação de rádio foi estabelecido no telhado da Oxford Elementary School.:279 A força de todas as forças mobilizadas foi de quase 31.000 - a maior para um único distúrbio na história americana.:120-121:277 No auge da presença militar, havia 20.000 soldados acampados no campus, superando os alunos em 5 para 1.:128

### Consequências

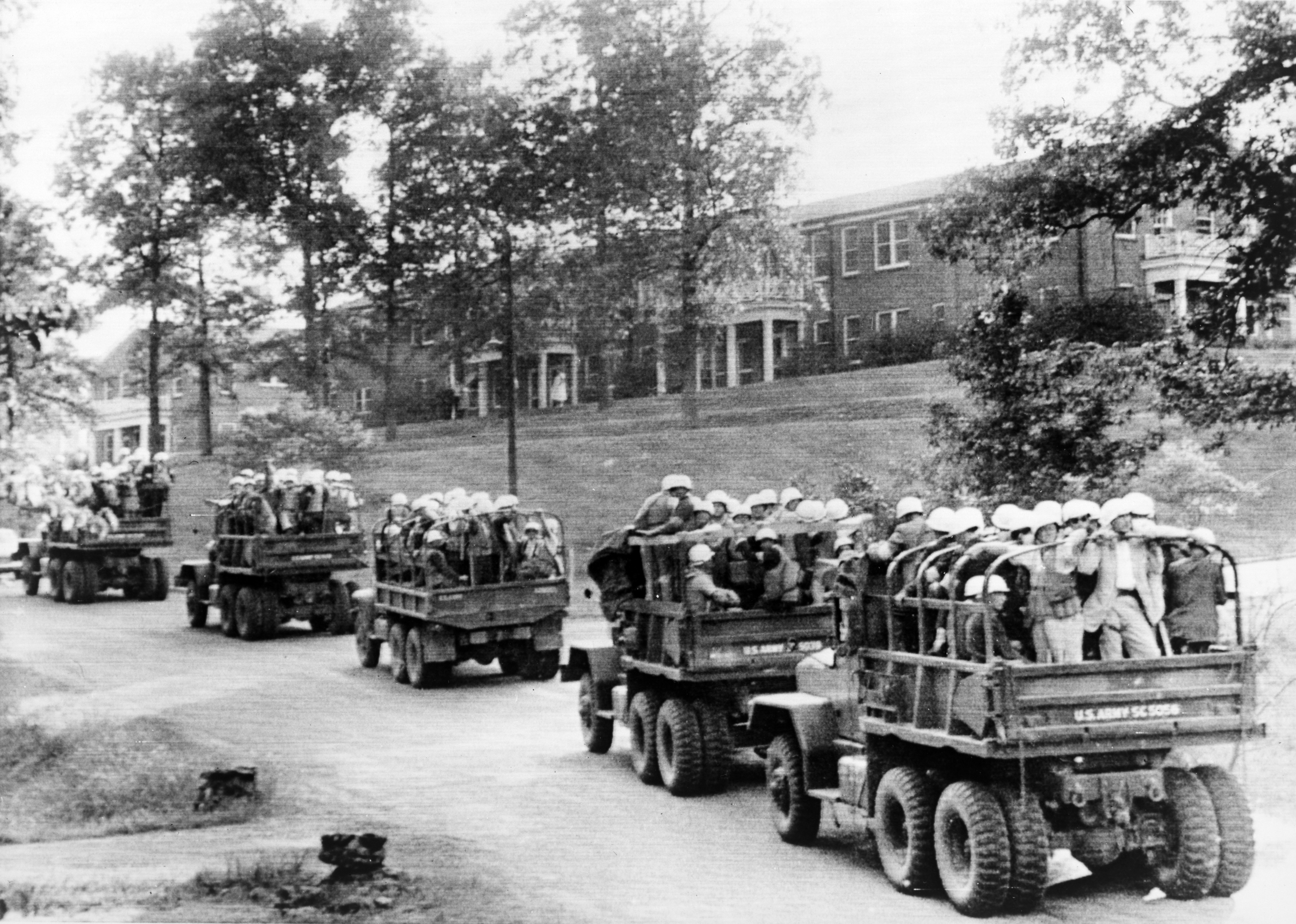
Caminhões do Exército dos EUA passando pelo campus em 3 de outubro

Dois civis foram mortos durante os tumultos: O jornalista francês Paul Guihard, a serviço da Agence France-Presse, que foi encontrado atrás do edifício Lyceum com um ferimento de bala nas costas; e Ray Gunter, de 23 anos, um técnico de jukebox branco que havia visitado o campus por curiosidade.:102-112 Gunter foi encontrado com um ferimento de bala na testa. As autoridades policiais descreveram esses assassinatos como execuções.:70–71 É provável que eles não tenham sido mortos por tiros perdidos de agentes federais: o FBI descobriu que as balas do assassinato não correspondiam a nenhuma das 450 armas examinadas pertencentes aos marshals, patrulheiros de fronteira ou guardas de prisões federais. Entretanto, as armas pessoais dos agentes que deixaram seus respectivos serviços após o motim não foram examinadas.:216
No dia seguinte ao tumulto, Barnett ligou para o DOJ e fez uma oferta final: o estado do Mississippi pagaria a conta se Meredith se matriculasse em qualquer outra universidade do país; essa oferta foi recusada.:122 Em 1º de outubro de 1962, Meredith se tornou o primeiro estudante afro-americano a se matricular na Universidade do Mississippi, e assistiu à sua primeira aula, de História Colonial Americana.:131 Sua admissão marcou a primeira integração de uma instituição pública de ensino no Mississippi. Após rumores de dinamite no Baxter Hall, uma busca realizada em 31 de outubro pelas tropas e pela polícia do campus descobriu uma granada, gasolina e um rifle calibre .22, entre outras armas.:127 A agitação racista continuou no campus, com o procurador-geral do estado pedindo aos alunos que não confraternizassem com o “intruso” Meredith. Houve ameaças contínuas à vida de Meredith: o FBI foi informado de que a KKK planejava linchar Meredith quando a segurança militar fosse reforçada.:282 Nessa época, ainda havia centenas de soldados vigiando Meredith 24 horas por dia. No entanto, para apaziguar as sensibilidades locais, 4.000 soldados negros foram removidos sob as ordens secretas de Robert Kennedy.:187 Meredith criticou a medida.:83

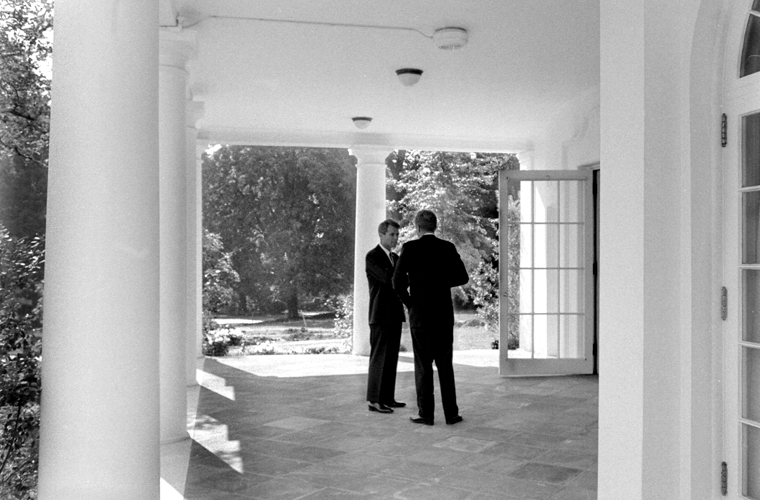
Os Kennedys conversam do lado de fora da Casa Branca em 3 de outubro

Embora a cobertura da imprensa sobre a forma como os Kennedy lidaram com o tumulto tenha sido amplamente positiva e tenha encoberto o planejamento e a execução ruins,:300 a forma como lidaram com a crise irritou tanto os sulistas brancos quanto os negros. De acordo com Louis F. Oberdorfer, Robert Kennedy subestimou a “extensão em que a segregação no Sul era sustentada pela violência”. Kennedy supostamente se culpou por não ter conseguido evitar o tumulto.:285 Em particular, ele acusou o Secretário do Exército, Vance, de fornecer ao presidente conselhos ruins e enganosos e de atrasar a chegada dos militares.:162 Após uma solicitação da universidade, o Presidente do Comitê Judiciário do Senado, James Eastland (Mississippi), começou a preparar um subcomitê liderado pelo Senador Sam Ervin (Carolina do Norte) para investigar o tumulto. Barnett fez com que Eastland anulasse o subcomitê. Em vez disso, o Legislativo do Mississippi e um grande júri do Condado de Lafayette conduziram investigações e culparam os marechais e o DOJ pela violência.:303 Em novembro de 1962, o Senado do Mississippi pediu o impeachment de Kennedy por “incitar o tumulto”.:307 Embora o governo Kennedy estivesse inicialmente preocupado com o fato de que a forma como o tumulto foi conduzido poderia afetar as eleições de meio de ano de 1962, a crise dos mísseis de Cuba e a resolução bem-sucedida de Kennedy mudaram efetivamente a conversa nacional.:84

## Legado

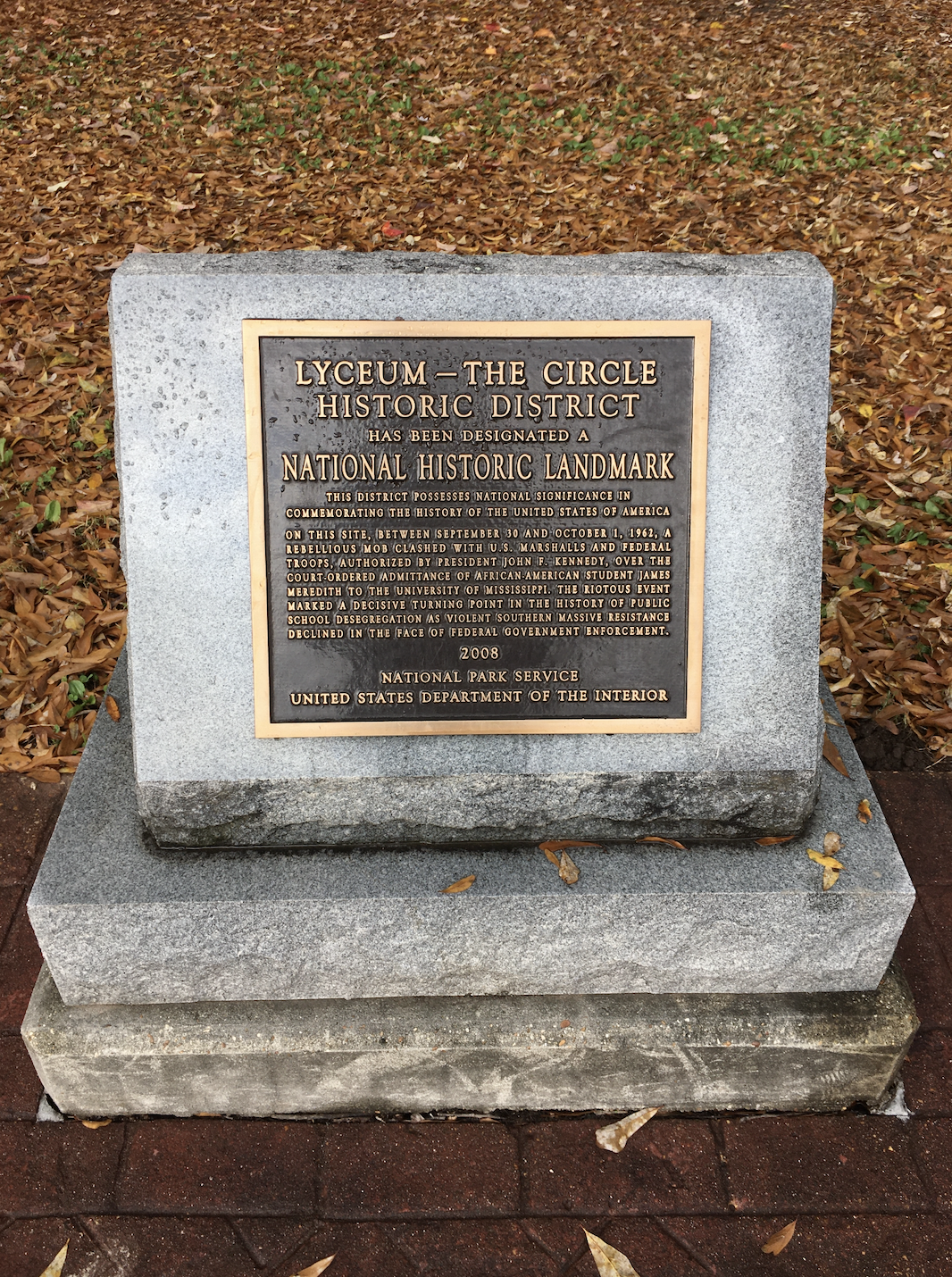
Uma placa marcando o local do motim (o Distrito Histórico Lyceum-The Circle) como um Local Histórico Nacional.

Um triunfo do Estado de direito, a admissão de Meredith foi um acontecimento fundamental no movimento dos direitos civis - demonstrando claramente a vontade do governo federal de usar a força para garantir a igualdade de direitos aos afro-americanos - e foi a última vez que foram mobilizadas tropas durante a luta.:295–296:218:296–297 Segundo o historiador William Doyle, a admissão de Meredith "esmagou para sempre" a tática segregacionista de resistência massiva.:295–296 O político Horace Harned - um membro da Comissão de Soberania do Estado do Mississippi - chamou ao motim a batalha final simbólica da Guerra Civil, um último esforço falhado para decretar a soberania do Estado em oposição ao poder federal.:297 Na sua sequência, os sulistas começaram a reconhecer e a aceitar a inevitabilidade da integração.:325 Ilustrativo do impacto do motim, durante o “Stand in the Schoolhouse Door” na Universidade do Alabama, no ano seguinte, o governador segregacionista George Wallace capitulou expressamente para evitar outro Ole Miss.:296–297
Em 2002, a Ole Miss comemorou o 40º aniversário da integração com uma série de eventos que duraram um ano, incluindo uma história oral da universidade, simpósios, um memorial e uma reunião de delegados federais que serviram no campus. Em 2006, no 44º aniversário da integração, uma estátua de Meredith foi inaugurada no campus. Dois anos depois, o local do motim foi designado como um Marco Histórico Nacional. Em 2009, um banco foi dedicado a Guihard no campus pela Sociedade de Jornalistas Profissionais. A universidade também realizou um programa de um ano para marcar o 50º aniversário da integração em 2012.
O Prêmio Pulitzer de Escrita Editorial de 1963 foi concedido a Ira B. Harkey Jr. por sua cobertura da admissão de Meredith, da resistência de Barnett e do tumulto.:324 O motim inspirou canções de protesto como “The Ballad of Oxford”, de Phil Ochs,:318 e “Oxford Town”, de Bob Dylan, que apareceu em seu álbum The Freewheelin' Bob Dylan, de 1963.:107-108 Billy Joel incluiu “Ole Miss” em referência ao motim em sua canção “We Didn't Start the Fire”, de 1989.